# ادوارد لمبرت
ادوارد لمپرت (انگلیسی: Edward Lampert؛ زادهٔ ۱۹ ژوئیهٔ ۱۹۶۲) (زاده ۱۹۶۲) کارآفرین، سرمایه‌دار، بازرگان و مدیر ارشد اجرایی آمریکایی است، که در حال حاضر به‌عنوان مدیر عامل اجرایی و رئیس هیئت مدیره شرکت سیرز هولدینگز فعالیت می‌نماید.